# Kirchlengern
Kirchlengern – miejscowość i gmina w zachodnich Niemczech, w kraju związkowym Nadrenia Północna-Westfalia, w rejencji Detmold, w powiecie Herford.

## Współpraca
Miejscowość partnerska:
- Tännesberg, Bawaria